# Vlaški romski
Vlaški romski (ISO 639-3: rmy), jedan od sedam romskih jezika kojim govori preko 885 900 ljudi u svijetu. Ukupno je 6 000 000 do 11 000 000 svih Roma (1987 Ian Hancock). 
Najviše govornika živi u:
- 400 000 (2004.) u Bosni i Hercegovini,
- 242 000 (popis 2002.) u Rumunjskoj,
- 79 000 u Kolumbiji (Johnstone and Mandryk, 2001.),
- 60 000 u Albaniji (1991.),
- 10 000 u Francuskoj (8 000 Kalderaša i 2 000 Lovara),
- 10 000 u Rusiji (182 766 etničkih),
- 5 750 u Njemačkoj (2 500 Lovara i 2 500 do 4 000 Kalderaša),
- 5 000 u Poljskoj,
- 4 100 (2004.) u Ujedinjenom kraljevstvu,
- 4 000 u Italiji,
- 1 500 u Švedskoj,
- 1 000 u Grčkoj,
- 1 000 u Nizozemskoj,
- nadalje po nekoliko stotina u Bugarskoj, Norveškoj, Portugalu, Slovačkoj, Ukrajini, Argentini, Brazilu, Čileu, Kanadi, Meksiku i Moldaviji.

Glavni dijalekti su kalderaški i lovarski.

## Vanjske poveznice
- Romani, Vlax (14th)
- Romani, Vlax (15th)